# 리를향
리를향(일본어: 李 綾香 이 아야카[*], ?~)은 대한민국의 여성 음악가이다.
한국 국적을 지닌 일본 태생의 재일 한국인이다.